# Puerto Evo Morales
Puerto Evo (auch: Puerto Evo Morales oder Montevideo Puerto Evo) ist eine Ortschaft im Departamento Pando im südamerikanischen Andenstaat Bolivien.

## Lage im Nahraum
Puerto Evo ist binnen weniger Jahre zur bevölkerungsreichsten Ortschaft im Municipio Bella Flor in der Provinz Nicolás Suárez herangewachsen. Der Ort liegt auf einer Höhe von 202 m an der Mündung des Río Rapirrán in den Río Abuná. Puerto Evo liegt direkt westlich der Brücke über den Río Rappirán, auf deren anderen Seite sich die brasilianische Stadt Plácido de Castro del Acre befindet.

## Geographie
Puerto Evo liegt im bolivianischen Tiefland im Flusssystem des Amazonas, weite Strecken der Region sind noch mit tropischem Regenwald bedeckt, das Klima der Region ist das humide Regenklima der Tropen.
Die mittlere Jahrestemperatur der Region liegt bei 26,5 °C (siehe Klimadiagramm Puerto Rico/Bolivien), die Monatsdurchschnittstemperaturen schwanken nur unwesentlich zwischen 25 °C im Juni und Juli und über 27 °C von September bis Januar. Der Jahresniederschlag beträgt 1.800 mm, die Niederschlags-Höchstwerte liegen bei über 200 mm von Dezember bis März, und nur die kurze Trockenzeit von Juni bis August weist Monatsniederschläge von jeweils 30 mm auf.

## Bevölkerung
Die Ortschaft Puerto Evo ist aus der Kleinsiedlung Montevideo hervorgegangen, die an dieser Stelle bestanden hatte, und deren Einwohner an die Zentralregierung den Antrag zur Namensänderung gestellt hatten, dem im Frühjahr 2007 stattgegeben wurde. Puerto Evo Morales hatte bei der Volkszählung von 2012 eine Einwohnerzahl von 721 Einwohnern.